# Фёдоров, Артём Анатольевич
Артём Анатольевич Фёдоров (род. 16 декабря 1984, Саратов) — российский футболист, вратарь и капитан саратовского «Сокола».

## Карьера
Воспитанник саратовских ДЮСШ «Волга» и «Сокол». Первый тренер — Владимир Павлович Потапов.
В 2001 году дебютировал за дубль команды «Сокол». В дальнейшем, в 2007—2017 и с 2018 года провёл за клуб более 350 матчей в ФНЛ и ПФЛ.
Также выступал за команды «Салют» (Саратов), «Зенит» (Пенза), «Энергетик» (Урень), «Факел» (Воронеж).
После окончания сезона 2023/2024 завершил игровую карьеру.

## Личная жизнь
Женат. В 2012 году у супругов родился сын.